# Судове переслідування злочинів проти статевої свободи й недоторканності
Судове переслідування злочинів проти статевої свободи й недоторканності (гендерно-зорієнтованих злочинів, англ. gender-targeted crimes) є судовим процесом щодо переслідування гендерного насильства, такого як зґвалтування, домашнє насильство, убивства честі та калічення жіночих геніталій. Найперше засвідчене документально кримінальне переслідування злочинів проти статевої свободи й недоторканності датується 1474 роком, коли сера Пітера фон Хаґенбаха засудили за зґвалтування, вчинені його військом (див. Воєнне сексуальне насилля). Проте судовий процес був успішним лише стосовно звинувачення у зґвалтуванні сера фон Хаґенбаха, оскільки війна, в якій відбулися зґвалтування, була "незадекларованою", і таким чином, зґвалтування було визнано незаконними лише з цієї причини.  Судове переслідування злочинів проти статевої свободи й недоторканності продовжувалося під час Другої світової війни, коли міжнародний кримінальний трибунал - Міжнародний військовий трибунал для Далекого Сходу (Токійський процес) став уповноваженим за розслідування злочинів проти статевої свободи й недоторканності (зокрема зґвалтування) та інших злочинів проти людства. Незважаючи на численні звинувачення у зґвалтуванні, це не згадувалося у Статуті Токійського трибуналу, а зґвалтування вважалося менш суттєвим порівняно з іншими військовими злочинами. Некарність зґвалтувань також стосується всіх наступних трибуналів, але після заснування Міжнародного трибуналу щодо колишньої Югославії (МТКЮ) та Міжнародного трибуналу щодо Руанди (МТР) було приділено більше уваги переслідуванню злочинів проти статевої свободи й недоторканності, оскільки у всіх нових статутах відверто згадуються випадки зґвалтування та інших форм насильства проти статевої свободи й недоторканності.

## Види гендерно-зорієнтованих злочинів

### Домашнє насильство
| Країна          | Відсоток |
| --------------- | -------- |
| Австралія       | 18%      |
| Канада          | 22%      |
| Чилі            | 30%      |
| Камбоджа        | 34%      |
| Нікарагуа       | 37%      |
| Велика Британія | 38%      |
| Єгипет          | 47%      |
| Бангладеш       | 68%      |

Домашнє насильство охоплює низку злочинів проти статевої свободи й недоторканності, серед яких зґвалтування й убивство честі. Оскільки переважно жінки, які складають більшість жертв, заперечують, що вони стикаються з домашнім насильством, бракує релевантної статистики щодо домашнього насильства. Через нестачу інформації насильство над жінками часто розглядають як "особисту" проблему,  тому судове розслідування не проводиться.
Незважаючи на реформи, які будуть згадані у розділі нижче під назвою "Зґвалтування", досі триває полеміка стосовно того, як слід проводити судові процеси над злочинами, а також стосовно ефективності судового переслідування. Закон про Насильство проти жінок, прийнятий у 1994 році, став точкою відліку для надання послуг та ресурсів жінкам, які стикаються з жорстоким ставленням та іншими формами насильства. Проте існують обмеження щодо злочинів проти статевої свободи й недоторканності, що надходять до Верховного суду, і багато з них підлягають розгляду державними органами.
Відповідно до дослідження, проведеного у Сполученому Королівстві Великої Британії й Північної Ірландії з 2011 по 2012 рік, було виявлено, що несправжні заяви про зґвалтування та домашнє насильство є непоширеними. Таке поняття про часті неправдиві звинувачення з'явилося після того, як поліція та слідчі почали дотримуватися "надто обережного підходу" при зверненні з повідомленнями про домашнє насильство. Однак, дослідження показало, що за сімнадцять місяців протягом 2011-2012 років було лише кілька хибних заяв.  Дослідження виявило, що протягом сімнадцяти місяців у Англії й Уельсі було здійснено 5651 судове переслідування за зґвалтування та 111 891 - за домашнє насильство, і за той самий період часу відбулося тридцять п’ять переслідувань за неправдиві звинувачення у зґвалтуванні, шість переслідувань  - за неправдиві звинувачення у домашньому насильстві та три - за хибні звинувачення в обох злочинах.  Після проведеного дослідження і збільшення зареєстрованих випадків домашнього насильства на 11% за останні три місяці 2012 року, було вжито заходів щодо наявних заяв про вчинені злочини, а саме було проведено незаплановані перевірки справ, аби забезпечити правильне ведення судового розслідування.

#### Зґвалтування
До того, як були проведені реформи в законах про зґвалтування  й про спеціальні підрозділи для переслідування вчиненого зґвалтування, вжити таких заходів було непросто, оскільки це обумовлювалося наданням згоди й необхідністю забезпечення достатньої кількості  доказів, аби пред'явити звинувачення, а іноді й упереджених культурних зображень сексуальності та статі. З метою забезпечення ефективності судове переслідування значною мірою розраховує на організації, адвокатські групи або соціальні рухи, такі як Течія боротьби зі зґвалтуванням.  Труднощі процесу переслідування також могли стати причиною негативних наслідків для жертв. Наприклад, згідно з дослідженням, проведеним у 1980-х роках у Сполучених Штатах, було встановлено, що жертви зґвалтування, які стикалися з практикою судового переслідування, довше проходили реабілітацію, аніж ті, хто не був притягнутий до відповідальності.
У Сполучених Штатах наприкінці 1980-х спостерігався загальнонаціональний рух груп жінок, які виступили за проведення реформ законів про зґвалтування. Їхньою головною метою було притягнення до такої ж відповідальності за зґвалтування, як і за інші злочини, акцентуючи не на репутації чи поведінці жертви, а на протиправних діях ґвалтівника. Рух також був спрямований на те, аби нові закони закликали покращити ставлення до жертв зґвалтування, і він мав на меті збільшити кількість офіційних повідомлень про зґвалтування.  Рух, врешті-решт, призвів до проведення реформ про зґвалтування у всіх п'ятдесяти штатах.  У кожному штаті видавалися свої реформи, але спільними змінами, які стали наслідками цих реформ, були:
- 1) Зміни у визначенні поняття "зґвалтування": передбачає більш різноманітний діапазон сексуального насильства, таких як визначення чоловіків як потенційних жертв, жінок - як потенційних злочинців та визнання явища здійснення сексуального насильства подружньою парою [8]
- 2) Усунення вимоги опору: Реформатори стверджували, що опір може призвести до більших травм і що закон повинен зосереджуватися на діях злочинця, а не на діях жертви
- 3) Усунення вимоги підтвердження: до запровадження реформ зґвалтування було єдиним злочином, який вимагав підтвердження свідчень жертви
- 4) Прийняття закону про захист від зґвалтування: історія статевого життя або інциденти до нападу на жертву більше не можуть використовуватися проти жертви, оскільки стверджувалось, що ця інформація надає, якщо взагалі надає, мало доказів для судового розгляду.

В Індії після Справи про групове зґвалтування в Делі (2012) було внесено поправки до законів про зґвалтування з більш конкретними протоколами для судового розгляду. Новий закон "Кримінальний закон. Поправка до Законопроєкту" 2013 р., також визначаючи нові злочини, такі як переслідування та вуайєризм, розширює визначення зґвалтування та заохочує більш серйозні покарання злочинців (наприклад, смертна кара для рецидивістів та у випадку смерті потерпілого).  Закон був прийнятий парламентом Індії в березні 2013 року, і з прийняттям цього закону для працівників поліції є також злочином відмова у відкритті справи, спираючись на заяви про сексуальне насильства.

##### Зґвалтування у шлюбі
| Країна          | Відсоток |
| --------------- | -------- |
| Швейцарія       | 12%      |
| Німеччина       | 15%      |
| США             | 15%      |
| Канада          | 15%      |
| Нікарагуа       | 22%      |
| Велика Британія | 23%      |
| Зімбабве        | 25%      |
| Індія           | 28%      |

Зґвалтування у шлюбі - це форма сексуального зловживання та домашнього насильства. Сьогодні вона все більше криміналізується у всьому світі, але не всі країни визнають це злочином. Кілька країн Східної Європи та Скандинавії визнали подружнє зґвалтування незаконним ще до 1970 року, але інші країни Західної Європи та англомовний Західний світ заборонили це набагато пізніше, здебільшого у 1980-х та 1990-х роках. У багатьох країнах світу закони про зґвалтування у шлюбі є абсолютно новими, які були прийняті в 2000-х роках. У 2006 р. Генеральний секретар ООН встановив, що: "Сімейні зґвалтування можуть бути притягнуті до кримінальної відповідальності як мінімум у 104 державах. Із них 32 визначили зґвалтування у шлюбі конкретним кримінальним злочином, а решта 74 [sic]    не виокремлюють зґвалтування у шлюбі із загальних положень про зґвалтування. Чотири держави криміналізують зґвалтування у шлюбі лише у випадку наявності юридичного підтвердження про розлучення". Із 2006 року, декілька інших країн трактують зґвалтування у шлюбі як протизаконну дію.
У грудні 1993 року  Управлінням Верховного комісара ООН з прав людини було опубліковано Декларацію про ліквідацію насильства проти жінок, що встановлює подружнє зґвалтування як порушення прав людини.
Ідея про те, що шлюб гарантує згоду чоловіка або дружини на статевий акт, стала основною серед причин, чому зґвалтування у шлюбі не є загальновизнаним злочином. Традиційне сприйняття шлюбу та жінки зумовлює випадки, коли подружнє зґвалтування не є загальновизнаним як злочин. Жінку вважали власністю чоловіка, і тому чоловік не відповідав за злочин, якщо він зґвалтував дружину, оскільки він не посягав на майнові права іншого чоловіка.  На початку 18 століття в Англії, відповідно до загального права Блекстона, одразу після одруження чоловіка й дружину було об'єднано в одну юридичну особу, де чоловік ніс відповідальність за функціонування цієї юридичної особи.  Незважаючи на те, що ця думка розвинулася до отримання жінкою незалежних прав, концепцію того, що зґвалтування у шлюбі не є злочином, супроводжували певні проблеми. У 1958 р. у визначенні поняття «зґвалтування» Британіки, Британської енциклопедії, було зазначено: «Чоловік не може вчиняти зґвалтування над своєю дружиною, якщо вона юридично не розлучена з ним».
У Сполучених Штатах криміналізація подружнього зґвалтування почалася в середині 1970-х років, але була реалізована лише в 90-х рр., коли було вжито заходів щодо зґвалтування у шлюбі. Хоча всі п'ятдесят штатів визнали подружнє зґвалтування злочином 5 липня 1993 року, не всі штати трактують подружнє зґвалтування так само, як інші форми зґвалтування (див. Сімейне зґвалтування # США ).
У Південній Азії зґвалтування у шлюбі підпадає під сімейне, а не кримінальне законодавство. Зґвалтування не може бути притягнутим до кримінальної відповідальності в Індії та Шрі-Ланці, якщо пара не розлучена. Релігійні закони, як правило, суперечать юридичному визнанню зґвалтування у шлюбі.

#### Убивства честі
Є дуже мало даних про практику вбивства честі (також відомого як насильства честі), оскільки багато хто не повідомляє у компетентні органи або це трапляється у віддалених районах чи вважається іншою формою злочину. Така ситуація характерна для міжнародних й американських даних, але щодо американських даних, не існує жодного національного чи державного агентства, що збирає дані про насильство честі.  Однак, практика вбивств честі трапляється у таких родинах, де вважаючи, що дочка стала занадто вестернізованою та / або після того, як вона відмовилася дотримуватися традиційних звичаїв, таких як влаштовані шлюби.  Наприклад, у Фініксі, штат Аризона, поліція заарештувала чоловіка за вбивство після того, як він побив свою 20-річну дочку за те, що вона відмовилася вступити в домовлений шлюб з чоловіком у рідній країні Іраку.  Переслідування таких злочинів здійснюється в США, але, відповідно до закону, злочини не визначені як вбивства честі. Стверджувалося, що відсутність використання назви "вбивства честі" замість загальної назви "домашнє насильство" заважає громадськості бачити ключові відмінності між вбивствами честі й  домашнім насильством, а також перешкоджає  будь-яким обмеженням у поведінці, і, врешті-решт, призупиненню вбивств честі.
Хоча, згідно із законом, виданим у 2004 році, вбивства честі в Пакистані були незаконними, вони все ще трапляються значною мірою через відсутність суворого правозастосування та тенденцію правової системи дотримуватися релігійного закону.  Шляхом створення законів, які узгоджували юридичні закони з ісламським законодавством, Пакистанська постанова про Худуд, прийнята в 1979 році, створила перешкоди для жінок, які стали жертвами злочинів проти статевої свободи й недоторканності. Жінки повинні були забезпечити показання чотирьох свідків-чоловіків, але якщо вони не змогли цього зробити, справа не притягувалася до відповідальності. Жінкам, які перебувають у шлюбі, загрожує покарання за участь у статевому акті поза шлюбом, яке варіюється від розбиття камінням до публічної жорстокої розправи, а деякі сім’ї вдаються до вбивства честі через сором, який жінка принесла до родини. Законопроєкт усунув вимогу чотирьох чоловіків-свідків, викладених у постановах Худуд у 2006 році, але існує твердження, що поліція та інші правоохоронці не завжди дотримуються закону та законопроєкту.  Групи захисту прав жінок чинили тиск на уряд Пакистану, щоб реагувати на недопрацювання, але в березні 2005 року законопроєкт, який прагнув посилити закон проти практики вбивства честі, був відхилений парламентом Пакистану після голосування, яке за більшістю учасників було оголошено неісламським.

#### Жіноче обрізання
Жіноче обрізання (FGM)  є поширеним випадком калічення статевих органів. Цей акт практикується в регіонах Африки протягом століть, але після того, як Організація Об'єднаних Націй внесла рекомендації до Конвенції про ліквідацію всіх форм дискримінації щодо жінок (CEDAW), нині багато країн, серед яких Гана та Єгипет, розмістили закони, що припиняють правомірну практику жіночого обрізання. Незважаючи на ці закони, меншини продовжують вдаватися до цього.  В Єгипті жіноче обрізання забороняється міністерським указом про охорону здоров'я, а не федеральним законом 2007 року, однак жіноче обрізання є поширеною практикою в Єгипті з 90% і більше поширеністю серед дівчат і жінок віком від п'ятнадцяти до сорока дев'яти років. 90% дівчатам, які проходили обрізання, не виповнилося навіть чотирнадцять років.  Крім того, приблизно 90% процедур проводиться лікарями або іншим кваліфікованим медичним персоналом.  У січні 2015 року лікар Раслан Фадл став першим в Єгипті, який був засуджений за жіноче обрізання, після оскарження його виправдання за ненавмисне вбивство 13-ти річної Сохаїр аль-Батаа під час процедури жіночого обрізання. Він був засуджений до двох років в'язниці за вбивство і на три місяці за жіноче обрізання.
Тема жіночого обрізання розповсюдилася серед американської громадськості після справи Комітету з питань імміграції США,  згідно з якою 17-річна дівчина з Республіки Того втекла до США після того, як її примусили до багатоженства й дізналася, що на неї очікує обрізання. Зрештою, дівчині було надано притулок  У вересні 1996 р. Конгрес прийняв "Закон про заборону жіночого обрізання", який не дозволяє жіноче обрізання особам до 18 років.  Визначним випадком стала справа Халіда Адема, який був першою особою, притягнутою до відповідальності та засудженою за обрізання своєї 2-річної дочки. Уродженець з Ефіопії, який проживає в Грузії, Адем, вчинив обрізання над своєю маленькою донькою ножицями, а мати дитини дізналася про вчинок лише через два роки. Після цього випадку Грузія прийняла закон, який особливо забороняв практику жіночого обрізання, але Адема, якому мало загрожувати сорок років ув'язнення, було засуджено лише до десяти років.  Справа Адема на 2004 рік була не першою, пов’язаною з жіночим обрізанням. За цей період було заарештовано ще двох жителів Каліфорнії за спробу вчинити калічення жіночих статевих органів.
У Великій Британії перше судове переслідування по факту жіночого обрізання відбулося в 2014 році.

## Міжнародне провадження

### Міжнародний кримінальний суд
Міжнародний кримінальний суд (МКС) було засновано в 1998 році з метою розгляду воєнних злочинів і досягнення успіху у розкритті злочинів, вчинених проти жінок. Римський статут Міжнародного кримінального суду, який започаткував МКС, забезпечує ефективне переслідування злочинів, що знаходяться під юрисдикцією МКС, і зокрема охоплює злочини, пов’язані із сексуальним насильством. МКС призначив спеціального радника з питань злочинів проти статевої свободи й недоторканності, який керував процесом переслідування статевого насильства як злочину.
Сполучені Штати офіційно не приєдналися до складу МКС, оскільки не ратифікували Римський статут МКС. Відсутність ратифікації Сполученими Штатами статуту вважається обмеженням потенціалу МКС для притягнення до кримінальної відповідальності за злочини проти статевої свободи й недоторканності.

### Трибунали
Трибунал - це урядовий орган, який складає суди з особливою юрисдикцією. Як спеціальні суди, вони мають конкретні цілі і створюються у відповідь на певні ситуації. Трибунали заслуховують судові процеси щодо суміжних злочинів до злочинів проти статевої свободи й недоторканності. Два приклади трибуналів, які проводили судові процеси щодо злочинів, орієнтованих на стать, - Міжнародний кримінальний трибунал щодо Руанди (МТР) і Міжнародний трибунал щодо колишньої Югославії (МТКЮ). Ці два трибунали особливо зосередилися на злочинах проти статевої свободи й недоторканності, коли інші трибунали - ні. Наприклад, ще одна невдача Токійського трибуналу полягала в тому, що він не скористався можливістю закликати жінок-жертв давати свідчення під час судового засідання. МТР та МТКЮ вжили заходів щодо вдосконалення ефективного переслідування злочинів проти статевої свободи й недоторканності, а також пред'явили акти, що висували обвинувачення у насильстві проти статевої свободи й недоторканності, крім обвинувачень у зґвалтуванні.  Жінки є високопосадовцями в обох трибуналах і відіграють значну роль у переслідуванні злочинів проти статевої свободи й недоторканності.  Це дозволило прослуховувати більше справ, оскільки жінки-слідчі та адвокати можуть взаємодіяти з жертвами.

#### Міжнародний трибунал щодо Руанди (МТР)
Міжнародний трибунал щодо Руанди (МТР) був заснований у листопаді 1994 р. Радою Безпеки ООН для розгляду злочинів, вчинених під час геноциду в Руанді.  Для створення першого обвинувального акта в зґвалтуванні МТР знадобилося три роки. Через два роки після створення МТР було започатковано відділ прокуратури з питань сексуального насильства з трьома юристами, психологом, медсестрою, двома адвокатами, двома поліцейськими-жінками й одним поліцейським-чоловіком.  Під керівництвом МТР, відділ прокуратури з питань сексуального насильства поклав початок політиці спеціального судового провадження щодо зґвалтування, обрізання й інших злочинів проти статевої свободи й недоторканності. У відділі прокуратури з питань сексуального насильства також є підрозділ з питань зґвалтування.  Цей підрозділ очолює жінка-слідчий юрист, і відділ прокуратури безпосередньо залучає жінок-слідчих і судових юристів, аби звернутися до жертв зґвалтування й сексуального насильства, більшість із яких - жінки.  До створення відділу прокуратури з питань сексуального насильства було важко переслідувати злочини сексуального насильства згідно з міжнародним кримінальним законодавством, і через ці аспекти вважається, що відділ прокуратури з питань сексуального насильства є основою юридичних розробок щодо притягнення до відповідальності за злочин проти статевої свободи й недоторканності у міжнародному праві.

##### Прокурор проти Акаесу
Визначною справою, яку проводив відділ прокуратури з питань сексуального насильства, є засудження 1998 року мера комуни Таба в Південній Руанді Жана-Пола Акаесу, який керував діями сексуального насильства над дівчатами й жінками Тутсі в комуні Таба. Акаесу був першим, кого було засуджено міжнародним судом за звинувачення у зґвалтуванні й сексуальному насильстві. Більш того, ця справа стала першим міжнародним судовим процесом у низці справ щодо військових злочинів, у результаті якого обвинувачений був засуджений за скоєння акту геноциду. У ході цієї справи було виявлено злочинні угрупування, що намагалися захистити впливових політичних високопосадовців (таких як Акаесу), які хоча і не брали безпосередньої участі у вбивствах, але роздавали нелегальні накази про масові вбивства. Справа також внесла наступні суттєві зміни.
- Сексуальне насильство визнане основним фактором геноциду в Руанді [27]
- Зґвалтування й інші форми гендерного насильства було визнано окремими злочинами проти людства
- Поняття зґвалтування й сексуального насильства визнані на міжнародному рівні

- Зґвалтування визначається як "фізичне вторгнення сексуального характеру, примусово вчинене над людиною" 
- Сексуальне насильство визначається як "[включаючи] зґвалтування, вважається будь-яким актом сексуального характеру, вчиненим примусово над людиною"

#### Міжнародний трибунал щодо колишньої Югославії (МТКЮ)
Міжнародний трибунал щодо колишньої Югославії було засновано в 1993 році Радою Безпеки ООН з метою проведення судових процесів над злочинами, скоєними під час югославських воєн. Активісти-феміністи відіграли значну роль у створенні структури МТКЮ щодо злочинів проти статевої свободи й недоторканності, а держави й міжнародні організації закликали криміналізувати зґвалтування, аргументуючи це тим, що Женевські конвенції створили для цього умови. Це призвело до того, що Статут МТКЮ чітко встановив, що зґвалтування є злочином проти людства. У відділі прокуратури з питань сексуального насильства МТКЮ існує посада "Юридичного радника з питань злочинів проти статевої свободи й недоторканності", яка керує справами прокуратури щодо гендерних злочинів, подібних до злочинів, здійснених у Міжнародному кримінальному трибуналі в Руанді (МТР).  У складі МТКЮ є відділ потерпілих та свідків, який надає підтримку й консультації жертвам та свідкам, особливо у справах зґвалтування та сексуальних посягань, і в цьому відділі працюють жінки.
Три випадки - Челебічі, Фурунджія й Кунарак  є прикладами того, як МТКЮ висувають звинувачення за насильство проти статевої свободи й недоторканності.
У справі щодо Кунарака МТКЮ засудив сербських чоловіків за те, що вони уклали боснійських мусульманок під варту з метою поневолення, що в Статуті названо злочином проти людства. Існують аргументи, що обвинувачених слід визнати винними у застосуванні сексуального рабства й геноциді, а не поневоленні.
Фурунджія був командиром Джокерс — підрозділу боснійсько-хорватського ополчення, який, за голослівним твердженням, нападав на села боснійських мусульман з метою ув’язнення, вбивства, сексуального насильства та інших форм насильства — його звинувачували в участі в катуваннях, пов’язаних з примусовим статевим актом із жінкою в штабквартирі Джокерс. Обвинувачення залежало від показань жінки, і це викликало суперечки щодо достовірності спогадів жертви.  Окрім жертв, в епіцентрі занепокоєння опинилися всі, хто пережив травматичні події.
Справа "Челебічі" визнала чотирьох чоловіків винними в скоєнні різних актів насильства під час затримання боснійських мусульман у в'язничному таборі. Слід зазначити, що в такому випадку пояснюється, що винними в таких подіях є "не тільки військові командири, а й цивільні особи, що займають керівні посади ..." і "не тільки особи, що займають посади де-юре, але і особи, що займають такі посади де-факто".  Більш того, ця судова справа була першим випадком звинувачення у зґвалтуванні з боку МТКЮ.